# Marko Rakonjac
Marko Rakonjac (serbisch-kyrillisch Марко Ракоњац; * 25. April 2000 in Bijelo Polje) ist ein montenegrinischer Fußballspieler.

## Karriere

### Verein
Rakonjac begann seine Karriere beim FK Jedinstvo Bijelo Polje. Im August 2016 spielte er erstmals für die erste Mannschaft von Jedinstvo in der Prva Crnogorska Liga. Bis zur Winterpause 2016/17 kam er zu sechs Einsätzen in der höchsten montenegrinischen Spielklasse. Im Januar 2017 wechselte er nach Serbien in die Jugend des FK Čukarički. Im März 2019 stand er erstmals im Profikader von Čukarički, zum Einsatz kam er aber noch nicht.
Zur Saison 2019/20 wurde Rakonjac an den Drittligisten FK IMT Belgrad verliehen. Zur Saison 2020/21 kehrte der Stürmer wieder zu Čukarički zurück. In jener Spielzeit kam er zu 31 Einsätzen in der SuperLiga, in denen er einmal traf. In der Saison 2021/22 gelangen ihm elf Tore in 26 Saisonspielen.
Zur Saison 2022/23 wechselte Rakonjac nach Russland zu Lokomotive Moskau. Bei Lok konnte er sich nicht durchsetzen, zwar kam er bis zur Winterpause zu zwölf Einsätzen in der Premjer-Liga, er blieb aber ohne Torerfolg und stand nur zweimal in der Startelf. Daraufhin kehrte der Angreifer bereits im Februar 2023 wieder nach Serbien zurück und wechselte leihweise zum FK Roter Stern Belgrad. Dort konnte er am Ende der Spielzeit die nationale Meisterschaft und den Pokalsieg feiern. 
Zur Saison 2023/24 folgte dann eine weitere Leihe zum Ligarivalen FK TSC.

### Nationalmannschaft
Rakonjac spielte zwischen 2016 und 2022 zwanzig Mal für montenegrinische Jugendnationalauswahlen und erzielte dabei sieben Treffer. Am 28. März 2022 gab er in einem Testspiel gegen Griechenland (1:0) sein Debüt im A-Nationalteam.

## Erfolge
- Serbischer Meister: 2023
- Serbischer Pokalsieger: 2023